# Лебедівка (Берестинський район)
Лебеді́вка — село в Україні, у Берестинському районі Харківської області. Населення становить 761 осіб. Орган місцевого самоврядування — Лебедівська сільська рада.
Після ліквідації Сахновщинського району 19 липня 2020 року село увійшло до Красноградського (Берестинського) району.

## Географія
Село Лебедівка знаходиться на одному з витоків річки Куций. На річці зроблено кілька загат. На відстані 2 км розташовані селище Сахновщина, села Новоолександрівка і Шевченкове. Через село проходить автомобільна дорога Р79.

## Історія
За переказами, село засноване у XVIII столітті німецькими переселенцями.
Це не так: на мапі Шуберта 25-14 1875 року, на якій позначено усі хутори, навіть поодинокі будинки та окремі колодязі, села ще немає.
1902 — засновано як Куцо-Ганебні хутори переселенцями зі села Ганебного Ганебнівської волості Костянтиноградського повіту Полтавської губернії.
1917 — перейменовано в хутір Куцо-Ганебне.
Під час організованого радянською владою Голодомору 1932—1933 років померло щонайменше 22 жителі села.
1945 — перейменовано на село Лебедівка.

## Економіка
- ТОВ «Аграрний дім ім. Горького».

## Об'єкти соціальної сфери
- Школа.